# Burgstädt
Burgstädt település Németországban, azon belül Szászország tartományban. Lakosainak száma 10 402 fő (2023. december 31.). Burgstädt Penig és Lunzenau községekkel határos.

## Népesség
A település népességének változása:
| Lakosok száma | 10 684 | 10 672 | 10 436 | 10 475 | 10 402 |
|               | 2017   | 2019   | 2021   | 2022   | 2023   |